# Gieraltowitz (Reinschdorf)

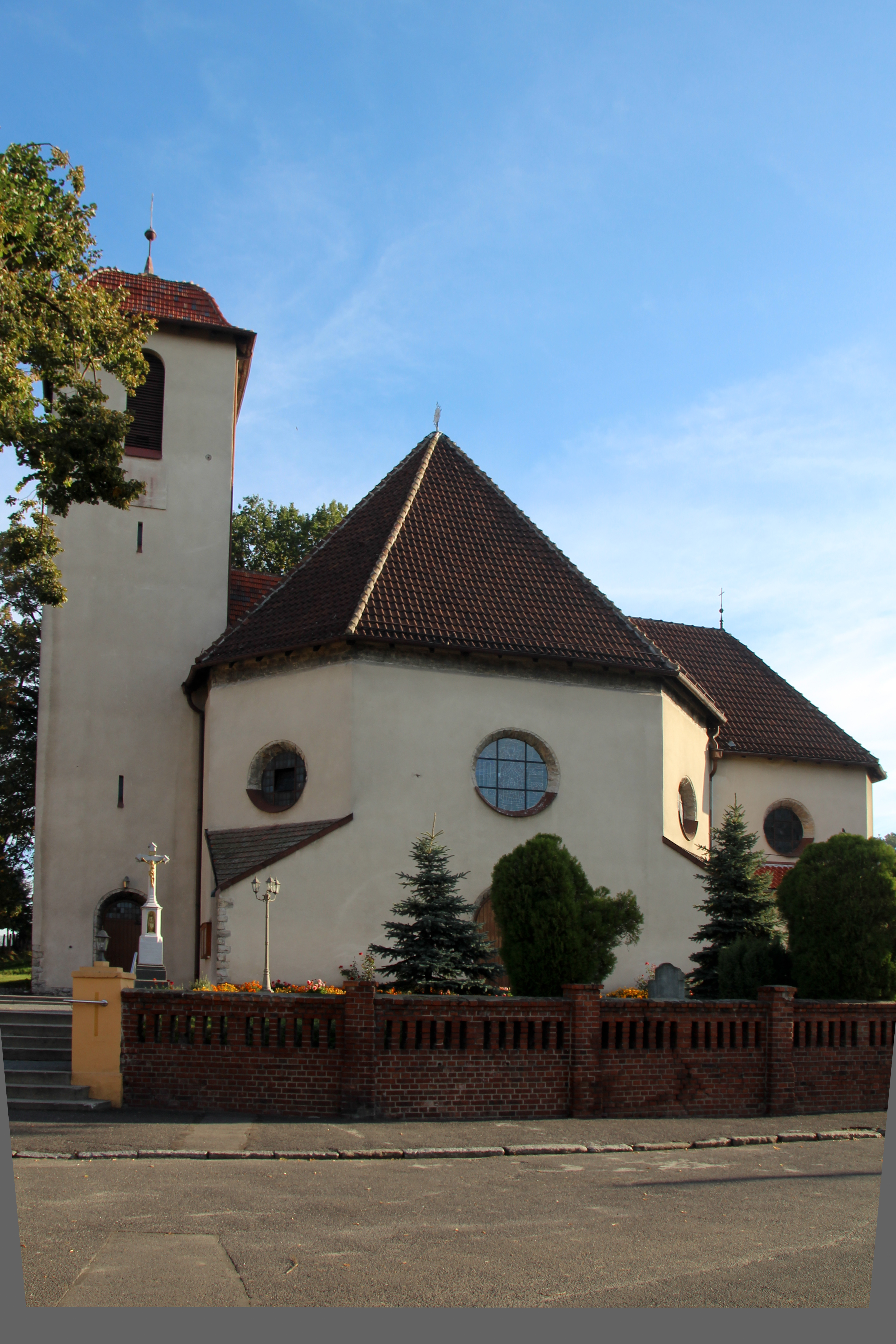
Simonkirche

Gieraltowitz (1936–1945 Gerolsdorf, polnisch Gierałtowice) ist ein Ort in der Landgemeinde Reinschdorf im Powiat Kędzierzyńsko-Kozielski der Woiwodschaft Opole (Oppeln) in Polen.

## Geographie
Gieraltowitz liegt sechs Kilometer südwestlich von Reinschdorf, zwölf Kilometer südwestlich von Kędzierzyn-Koźle (Kandrzin-Cosel) und 45 Kilometer südlich von Opole (Oppeln).

## Geschichte

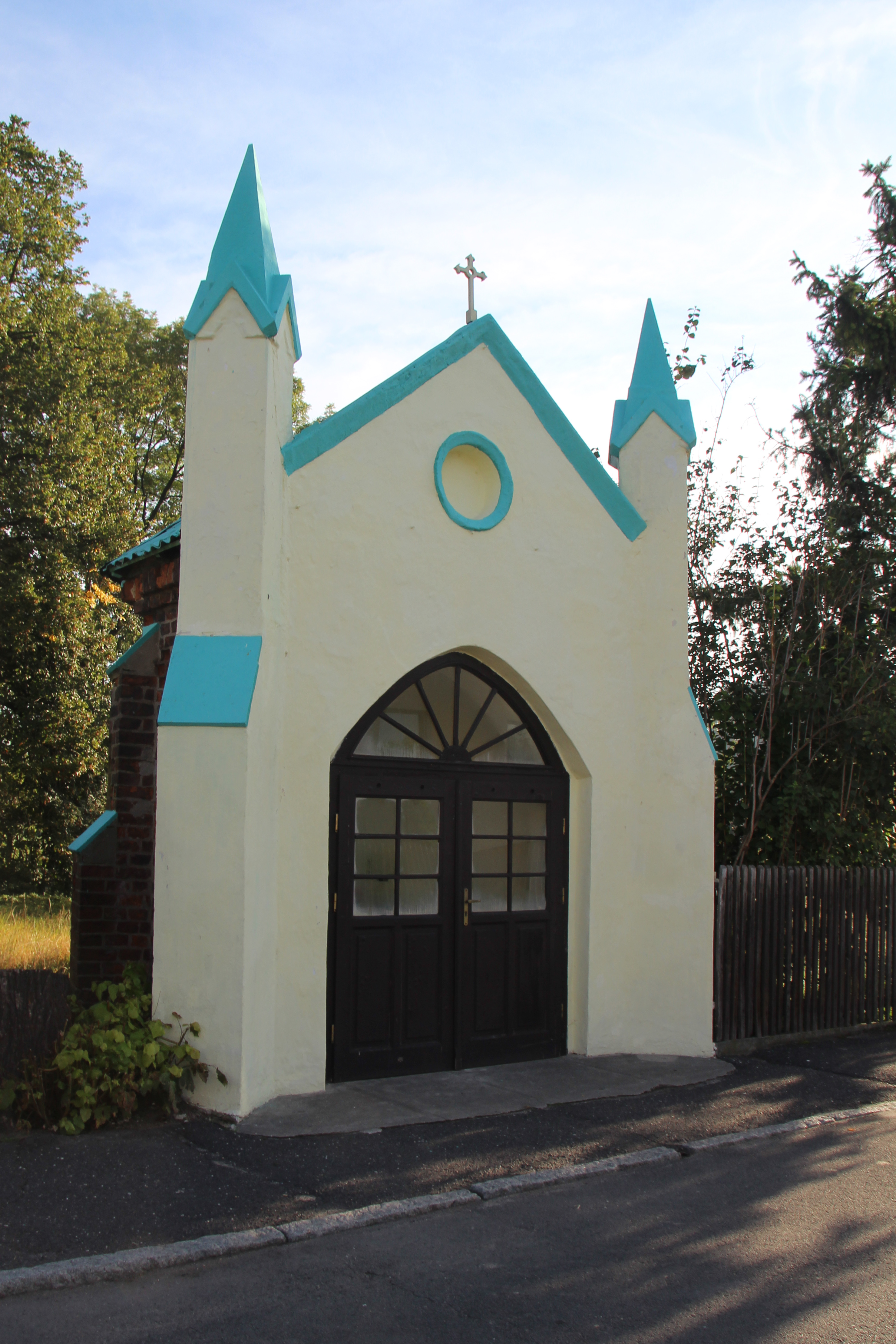
Wegekapelle

Der Ort entstand spätestens im 14. Jahrhundert und wurde 1380 erstmals urkundlich erwähnt. Seit 1418 ist eine hölzernen Kirche bekannt. Der erste bekannte Besitzer war Hanus Suchowski, der sein Gut 1484 an Hans Roschowski verkaufte. 1531 wurde es in der Schreibweise „Geraltowitze“ erwähnt. 1550 wurde die Holzkirche umgebaut. 1556 war eine Schule vorhanden.
In den Beyträge(n) zur Beschreibung von Schlesien aus dem Jahre 1783 wurde es als Gieraltowi(t)z erwähnt, gehörte einem Herrn General von Saß, hatte 244 Einwohner, ein herrschaftliches Vorwerk, eine katholische Filialkirche, ein Pfarrhaus, eine Schule, eine Windmühle, sechs Bauern und 23 Gärtner. und gehörte seit 1742 zum Kreis Cosel, mit dem es bis 1945 verbunden blieb. 1865 bestand es aus dem Kirchdorf und einem Rittergut. Das Dorf hatte zu diesem Zeitpunkt eine Bockwindmühle, einen Kretscham, drei Bauernhöfe, 17 Gärtner- und 21 Häuslerstellen. Zur Gemeinde gehörte der Weiler Kopanina. 1901 wurde ein neues Schulgebäude errichtet.
Bei der Volksabstimmung in Oberschlesien am 20. März 1921 stimmten 134 Wahlberechtigte für einen Verbleib Oberschlesiens bei Deutschland und 70 für eine Zugehörigkeit zu Polen. Auf Gut Gieraltowitz stimmten 112 für Deutschland und sechs für Polen. Gieraltowitz verblieb nach der Teilung Oberschlesiens beim Deutschen Reich. Am 8. Mai 1936 wurde der Ort im Zuge einer Welle von Ortsumbenennungen der NS-Zeit in Gerolsdorf umbenannt. Von 1936 bis 1940 wurde die neue Kirche errichtet. Die alte Schrotholzkirche wurde konservatorisch abgebaut, nach Przewos übertragen und dort wieder aufgebaut.
Als Folge des Zweiten Weltkriegs fiel der bis dahin deutsche Ort 1945 an Polen und wurde in Gierałtowice umbenannt. Von 1945 bis 1950 gehörte es zur Woiwodschaft Schlesien, anschließend wurde es der Woiwodschaft Opole eingegliedert. Seit 1999 gehört es zum Powiat Kędzierzyńsko-Kozielski. Am 26. Oktober 2006 wurde in der Gemeinde Reinschdorf Deutsch als Zweite Amtssprache eingeführt. Am 11. Januar 2011 erhielt Gierałtowice zusätzlich den amtlichen deutschen Ortsnamen Gieraltowitz.

## Sehenswürdigkeiten

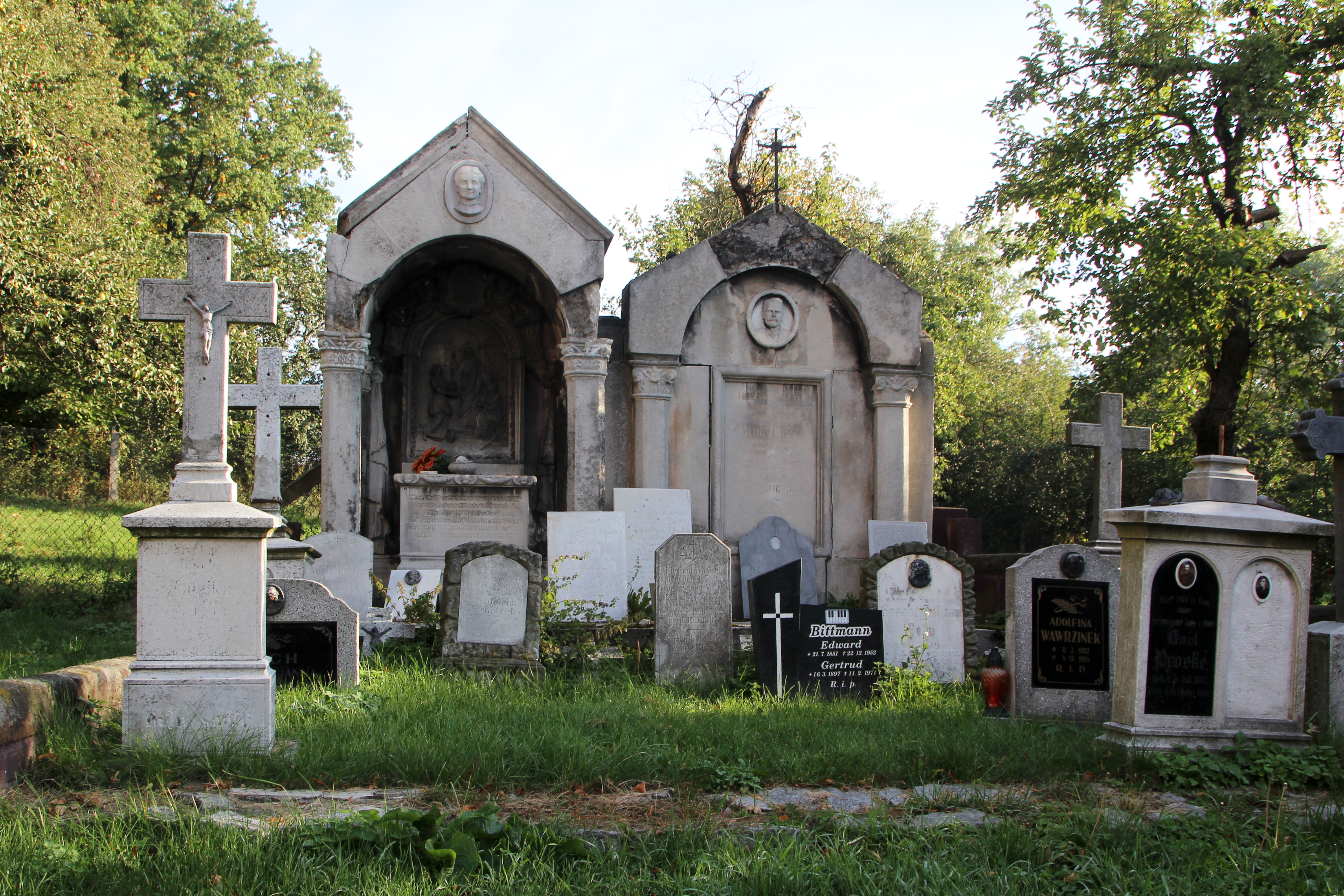
Friedhof

- Römisch-katholische Simonskirche
- Wegekapellen
- Wegekreuze

## Vereine
- Freiwillige Feuerwehr
- Sportverein LKS